# Constance Towers
Pour les articles homonymes, voir Towers.
Constance Towers est une actrice américaine, née le 20 mai 1933 à Whitefish, dans le Montana.

## Biographie

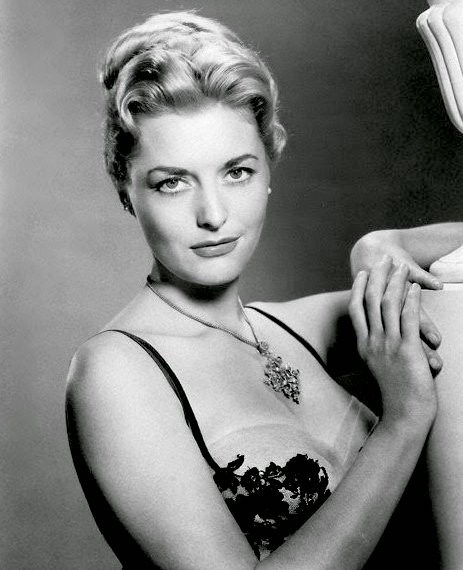
Constance Towers en 1960.

Towers est notamment connue pour avoir joué dans deux films de Samuel Fuller : Shock Corridor en 1963 et Police spéciale (The Naked Kiss) en 1964.
Elle a été mariée à l'acteur John Gavin de 1974 à 2018, date de la mort de ce dernier.

## Filmographie

### Cinéma
- 1955 : Bring Your Smile Along de Blake Edwards : Nancy Willows
- 1956 : Over-Exposed de Lewis Seiler : Shirley Thomas
- 1959 : Les Cavaliers (The Horse Soldiers) de John Ford : Hannah Hunter
- 1960 : Le Sergent noir (Sergeant Rutledge) de John Ford : Mary Beecher
- 1963 : Shock Corridor de Samuel Fuller : Cathy
- 1964 : Le Crash mystérieux (Fate Is the Hunter) de Ralph Nelson : Peg Burke
- 1964 : Police spéciale (The Naked Kiss) de Samuel Fuller : Kelly
- 1985 : Fast Forward (en) de Sidney Poitier : Jessie Granger
- 1985 : Sylvester (en) de Tim Hunter : Muffy

- 1992 : The Nutt House (en) d'Adam Rifkin : Mrs. Henderson
- 1994 : Miss Karaté Kid (The Next Karate Kid) de Christopher Cain : Louisa Pierce
- 1997 : Relic (The Relic) de Peter Hyams : Mrs. Blaisedale
- 1998 : Meurtre parfait (A Perfect Murder) d'Andrew Davis : Sandra Bradford
- 2008 : The Awakening of Spring d'Arthur Allan Seidelman : Madame Gable
- 2018 : The Storyteller de Joe Crump : Rosemary

### Télévision

#### Séries télévisées

##### Années 1950
- 1957 : State Trooper (en) : Doris Woodley
- 1957-1958 : The Bob Cummings Show (en) : Patricia Plumber
- 1958 : Mike Hammer : Jean Barr

##### Années 1960
- 1960 : Aventures dans les îles (Adventures in Paradise) : Laura Knight
- 1961 : Perry Mason : Jonny Baker
- 1961 : Dick Powell's Zane Grey Theatre (en) : Beth Woodfield
- 1963 : Perry Mason : Esther Metcalfe
- 1964 : Au-delà du réel (The Outer Limits) : Laura James
- 1964 : Perry Mason : Natalie Graham/Joanne Pennington
- 1965 : Bob Hope Presents the Chrysler Theatre (en) : Louise Menke
- 1965 : Perry Mason : Leona Devore

##### Années 1970
- 1971-1972 : Love Is a Many Splendored Thing (en) : Marian Hiller
- 1974 : CBS Daytime 90 : Joan Baldwin
- 1975 : Hawaï police d'État (Hawaii Five-O) : Madame Thorncrest
- 1977 : Lanigan's Rabbi : Vinnie Barcas
- 1979 : 200 dollars plus les frais (The Rockford Files) : Sally
- 1979 : L'Île fantastique (Fantasy Island) : Shirley Forbush

##### Années 1980
- 1981 : L'Île fantastique (Fantasy Island) : Maggie Dunphy
- 1982-1987 : Capitol : Clarissa McCandless
- 1986 : Sur les ailes de l'aigle (On Wings of Eagles) : Margot Perot
- 1987 : Arabesque (Murder She Wrote) : Margaret Witworth
- 1987-1988 : La Loi de Los Angeles (Los Angeles Law) : Charlotte Kelsey
- 1989 : MacGyver : Francine Leyland
- 1989 : Les Enquêtes de Christine Cromwell (Christine Cromwell) : Sassy Taggart
- 1989 : Jack Killian, l'homme au micro (Midnight Caller) : Teresa Chandler

##### Années 1990
- 1990 : Femmes d'affaires et Dames de cœur (Designing Women) : Louise Pollard
- 1991 : Mémoire de minuit (en) (Memories of Midnight) : Sœur Larissa
- 1991 : Matlock : Alice Windemere
- 1992 : Alerte à Malibu (Baywatch) : Maggie James
- 1992 : 2000, avenue de l'océan (2000 Malibu Road) : Camilla
- 1992 : Guerres privées (Civil Wars) : Harriet Guilford
- 1993 : Star Trek: Deep Space Nine : Taxco
- 1994 : Frasier : Clarice Warner
- 1994 : Caraïbes Offshore (Thunder in Paradise) : Cavanna
- 1994 : Les Dessous de Palm Beach (Silk Stalkings) : Karen Krane
- 1995 : Les Anges gardiens (en) (Robin's Hoods) : Josephine Robin
- 1995 : Caroline in the City : Barbara
- 1995 : High Society (en) : Boatie
- 1995 : Campus Cops (en) : Madame Moore
- 1996 : Les Feux de l'amour (The Young and the Restless) : Audrey North
- 1997-1999 : Hôpital central (General Hospital) : Helena Cassadine
- 1997 : Sunset Beach ("Sunset Beach") : Julianna Deschanel
- 1998 : Kelly Kelly (en) : Kate

##### Années 2000
- 2000-2009 : Hôpital central (General Hospital) : Helena Cassadine
- 2000 : Providence : Candice Whitman Cromwell
- 2006 : Esprits criminels (Criminal Minds) : Deb Mason
- 2007 : Les 4400 (The 4400) : Audrey Parker
- 2009 : Cold Case : Affaires classées (Cold Case) : Caroline Kemp

##### Années 2010
- 2010-2019 : Hôpital central (General Hospital) : Helena Cassadine
- 2013 : 1600 Penn : Bunny Thoroughgood
- 2014 : Men at Work : Mary
- 2015 : Playing House (en) : Betty Gilbert
- 2016 : 22.11.63 : Sadie Dunhill âgée

#### Téléfilms
- 1960 : The Renegade de Daniel Mainwaring : Felicia Post
- 1988 : The Loner (en) d'Abel Ferrara : Kate Shane
- 1992 : Les Routes de la liberté (The Sands of Time) de Gary Nelson : rôle sans nom